# Manja Vas
Manja Vas – wieś w Chorwacji, w żupanii zagrzebskiej, w mieście Samobor. W 2011 roku liczyła 80 mieszkańców.